# Gershom Scholem
Gershom Gerhard Scholem (Berlín, Alemania, 5 de diciembre de 1897 – Jerusalén, Israel, 21 de febrero de 1982), fue filólogo e historiador israelí, figura destacada dentro y fuera del judaísmo, unánimemente considerado como el más importante especialista mundial en mística judía, también conocida bajo el nombre de cábala. A través de un extenso y prolongado trabajo de análisis y exégesis, este erudito ha dejado las más lúcidas y documentadas teorías a propósito del movimiento místico judío y sus relaciones con fenómenos adyacentes y estrechamente ligados, como la gnosis o el sufismo.

## Biografía
Nacido en Berlín, en el seno de una familia asquenazí asimilada, se afilió pronto al movimiento sionista siendo todavía un joven estudiante. Estudió en Berlín, Jena (con Gottlob Frege), Berna y Múnich, pero cambió de matemática y filosofía a lenguas orientales y en 1922 presentó su tesis para el doctorado: una traducción y comentario del Sefer ha-Bahir (el texto cabalístico existente más antiguo y uno de los más oscuros y difíciles). El libro Bahir fue sucedido por otros muchos estudios y publicaciones, como resultado de lo cual la historia de la Kabalah, malinterpretada a través de la ignorancia, por prejuicio racionalista o entusiasmo romántico, se estableció como una disciplina mayor y su estudio se basó en una sólida base filológica. 
Influido en sus inicios por Martin Buber, Scholem emigró a Palestina en 1923 y formó parte de la Universidad Hebrea de Jerusalén constituida entonces; actuó como bibliotecario en la Universidad y Biblioteca Nacional (1923-27), como conferenciante (desde 1925) y como profesor de misticismo judío y cábala (1933-65). 

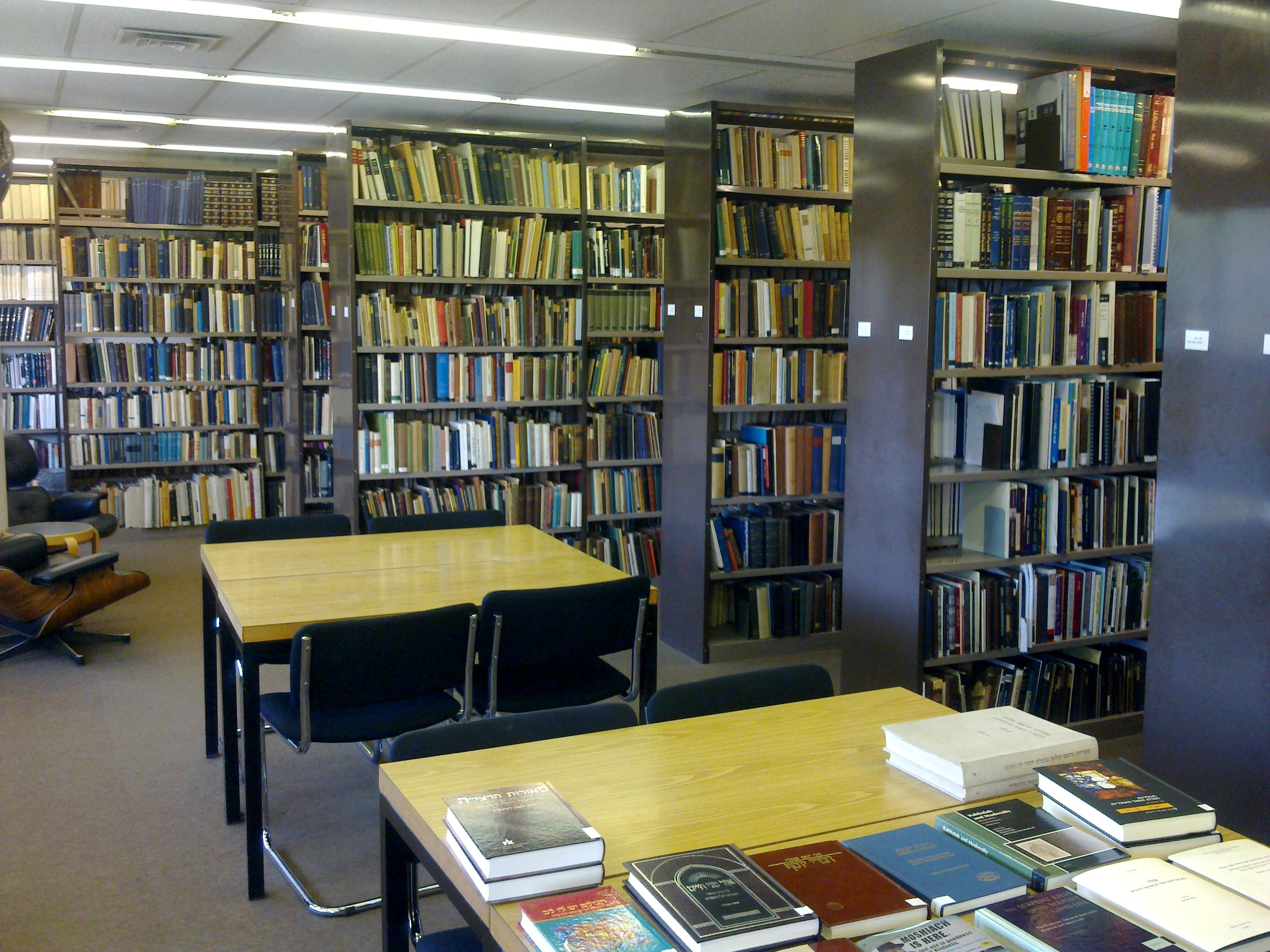
Sala de la colección Scholem.

La relación de Scholem con el sionismo le llevó a una comprensión profunda de la tradición histórica, religiosa y cultural del judaísmo, a cuyo estudio e interpretación se consagró. Adquirió un completo conocimiento de la lengua hebrea y de las fuentes judías, beneficiándose de la amistad de grandes personajes judíos como Jaim Najman Biálik, Shmuel Yosef Agnón, S. Z. Rubashov y otros muchos, provenientes del judaísmo tradicional de Europa oriental, que se encontraban en Alemania antes y después de la Primera Guerra Mundial. Fundó una escuela de estudios sobre la mística judía. 
Scholem recibió títulos honorarios de muchas instituciones académicas y fue depositario de numerosas distinciones y premios, incluyendo el premio Israel para estudios judíos (1958). En 1962 se lo eligió Vicepresidente y en 1968 Presidente de la Academia de Ciencias y Humanidades de Israel. Fue un editor de consulta de la Encyclopaedia Judaica y formó parte del Círculo Eranos.